# Garrigues-Sainte-Eulalie
Garrigues-Sainte-Eulalie település Franciaországban, Gard megyében. Lakosainak száma 762 fő (2022. január 1.). Garrigues-Sainte-Eulalie Aubussargues, Bourdic, Collorgues, Sainte-Anastasie, Saint-Chaptes és Saint-Dézéry községekkel határos.

## Népesség
A település népességének változása:
| Lakosok száma | 253  | 304  | 388  | 690  | 764  | 746  | 731  | 731  | 734  | 762  |
|               | 1968 | 1982 | 1990 | 2006 | 2013 | 2015 | 2017 | 2019 | 2020 | 2022 |